# Paula Brébion
Marie Brébion dite Paula Brébion, née le 26 mai 1861 à Paris 20e et morte le 21 juillet 1952 à Toulon (Var), est une chanteuse et comédienne française.
Sur scène dès l'âge de 6 ans, elle apprend d'abord le métier à Paris grâce à sa mère, également artiste, puis avec Louis Rouffe et sa troupe à Marseille. Elle connait alors un immense succès dans les grandes salles de café-concerts de la capitale et celles de province, interprétant des chansons légères, grivoises et patriotiques dont plusieurs dizaines sont ses créations. On la surnomme alors « la Reine » ou « l'Étoile de la Scala ». Elle se tourne ensuite vers le théâtre et joue dans de nombreuses pièces en France et à l'étranger.
Ruinée après 1918, vivant de petits cachets mais le plus souvent dans la misère, elle est recueillie en 1932 par Félix Mayol dans sa propriété à Toulon où elle finit ses jours en 1952 à l'âge de 91 ans.

## Biographie

### Origines et formation
Paula née Marie Brébion est la fille de Marie Constance Joséphine Hersilie Brébion, une artiste dramatique de 18 ans, et d'un père inconnu. La mère de Paula est la sœur de Maria Blanche dite Blanche Brébion, née le 14 août 1848 à Paris 6e, une danseuse et comédienne ayant notamment débuté au Théâtre de la Gaité-Montparnasse dans La Madonne des Roses. Marie Constance et Maria Blanche sont toutes les deux nées de père inconnu. Françoise Joséphine Brébion, leur mère et donc la grand-mère de Paula, est née le 19 février 1820 à Courbevoie, fille de Louis Brébion et Marie-Claude Migeon, un couple de blanchisseurs parisiens. Elle exerçait comme polisseuse en or.
N'ayant jamais eu de professeur, elle s'est formée elle-même, créant des chansons légères, grivoises et patriotiques comme L'Aigrette, Mon Petit Tapin, La Mobilisation, Recommençons si tu veux, Les 15 jours d'un Oiseau. Se considérant comme bonne musicienne, elle est accompagnée dans ses créations par les musiciens Lucien Collin, Wachs, Liouville, Paul Foucher et ses auteurs Gil (Eugène Hubert du Figaro), Péricault, Lucien Delormel ou Léon Garnier. Pour elle, le public est capricieux et pour lui plaire, il faut « des chansons pimentées, du Cayenne nature à peine déguisé dans une sauce aphrodisiaque ». Elle dira même « on fait moins attention à l'artiste qu'à sa toilette et, pour plaire, mieux vaut une robe à 2 500 francs qu'une fort jolie voix ».

### Enfance et débuts
Véritable enfant de la balle parisienne pur sang comme elle se décrit elle-même, Paula Brébion commence sa carrière en 1867 à l'âge de 6 ans lorsqu'elle est présentée au directeur du Théâtre du Vaudeville où sa mère joue les grands premiers rôles. Elle est engagée dans de petits comme Vieux Caporal ou Fugitif jusqu'en 1876. Elle est de passage à Nantes en 1874 au Théâtre Graslin et revient en 1875 où elle joue dans la pièce Genova, en compagnie d'un autre enfant, Géo Rémy. Elle est ensuite engagée par la directrice de l'Alhambra, madame Pirola, pour 180 francs par mois. Remarquée par cette dernière un jour parce qu'elle fredonne avant de rentrer sur scène et qu'elle trouve sa voix jolie, Pirola lui demande d'essayer de chanter dans la partie concert du spectacle. Dès le lendemain, avec un certain trac jusqu'au lever du rideau, elle interprète La Fille à Papa, un grand succès de Judic. Elle y reste jusqu'en 1878 puis est ensuite engagée à l'Alcazar de Marseille.
C'est dans cette ville qu'elle accouche à 18 ans le 3 mars 1879 au 48 rue Curiol d'une fille, Caroline Louise Alice Brébion, née de père inconnu. Louis Rouffe et Pierre Barbarini, mimes célèbres, sont signalés comme témoins dans l'acte de naissance. Le 24 avril 1879 suivant, elle monte sur la scène de l'Alcazar où Rouffe et Barbarini sont également à l'affiche. En 1881, elle vit au 34 rue de la République à Marseille avec Rouffe, alors que ce dernier est toujours marié avec Joséphine Gaudefrin depuis 1875, et avec qui il a eu une fille en 1871, Joséphine Marie dite Alida Rouffe. Le 16 août 1882, elle partage la scène avec lui et d'autres artistes dans la saynète Un Crâne sous la Tempête dans le cadre d'une représentation exceptionnelle au bénéfice d'Ernest Vaunel, un comédien partant au service militaire.

### Succès
Après la mort de Rouffe en décembre 1885, elle revient à Paris où on lui propose de chanter à l'Eden Concert mais elle ne peut pas tenir complètement son engagement : elle souffre d'une laryngite et l'Eldorado, dirigé par monsieur Renard, lui propose une meilleure offre. Cette rupture de contrat lui coûtera 10 000 francs, qu'elle finira seulement de rembourser en 1890. En août 1886, elle connait alors un immense succès dans cette salle avec Mathurin. Chantant de théâtres en théâtres (l'Eden-Concert, la Scala, le Bataclan, l'Alcazar d'été, les Ambassadeurs), elle fait aussi plusieurs tournées en province. En avril 1887, elle est à Lyon, puis revient à l'Eldorado en octobre de la même année pour sa réouverture après travaux. En 1888, elle sera à Vichy pour la saison d'été et sera de retour à l'automne à l'Eldorado pour la saison d'hiver.
À l'occasion de la fête nationale, elle chante La Marseillaise à l'Eldorado les 13 et 14 juillet 1889. Aimant profondément son pays, elle refuse des offres pour chanter en Allemagne car elle « déteste les Prussiens » et en veut aussi aux habitants d'Anvers : lors d'un de ses concerts, on dut expulser trois spectateurs qui protestaient contre un chant patriotique d'une de ses chansons.
En 1890, après une saison à l'Alcazar d'Été, elle signe un contrat de 5 ans à l'Eldorado.
En mai 1892, elle manque de mourir dans l'incendie de son domicile (la Villa des Baisers) situé au no 89 Grande Avenue à Saint-Maur-des-Fossés, à la suite de la chute d'une lampe dans sa chambre. Les meubles, les tentures, les tableaux, la garde-robe et les bijoux de la chanteuse partent en fumée. Les dégâts sont estimés, selon les journaux, entre 50 000 et 60 000 francs.
En 1893, elle sert de modèle au peintre Henri de Toulouse-Lautrec pour une lithographie connue mondialement dont plusieurs musées possèdent un exemplaire de l'édition originale,,,, et qui est reproduite de nos jours sur de nombreux supports.

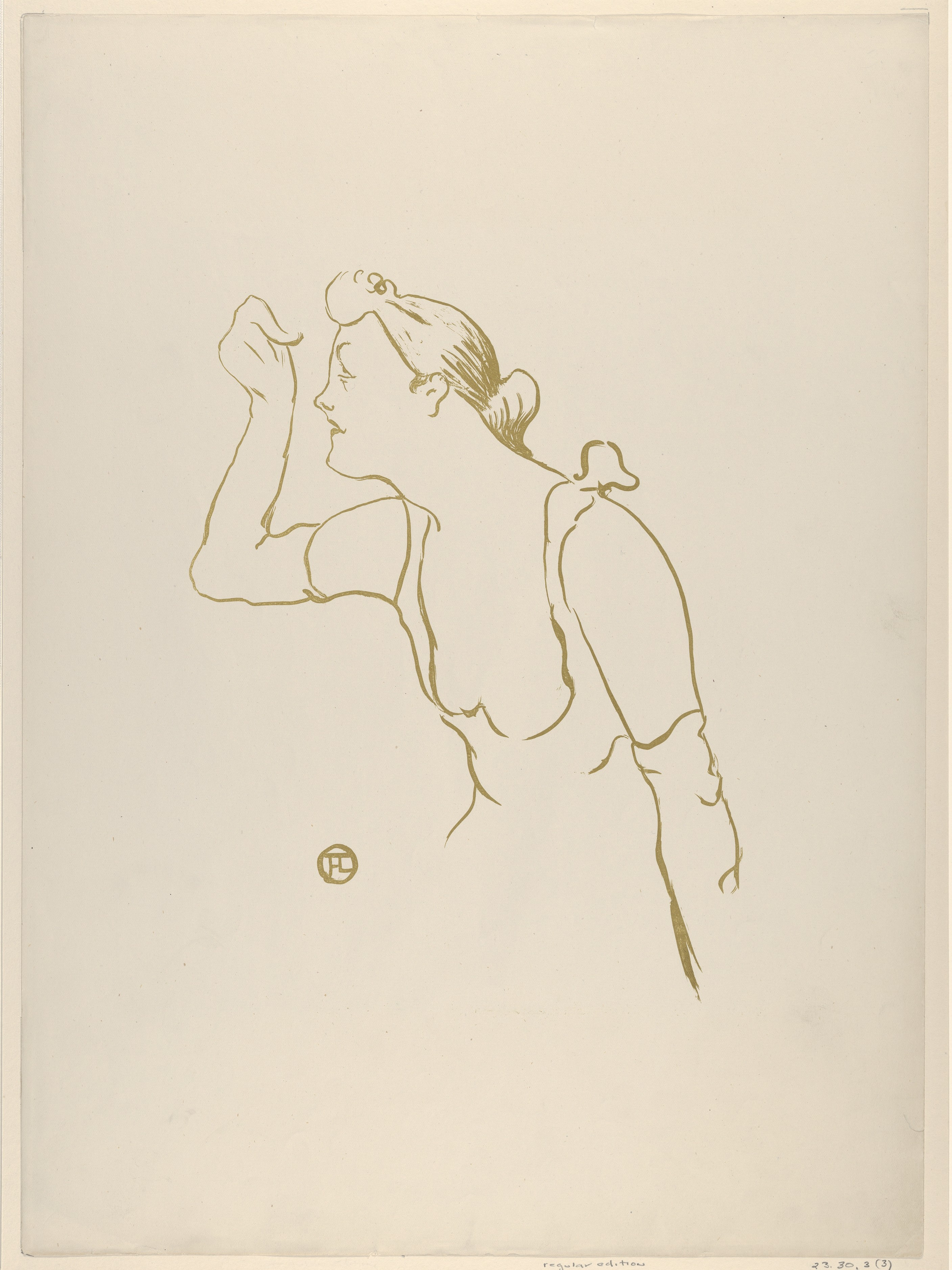
Paula Brébion au Café Concert, lithographie d'Henri de Toulouse-Lautrec, 1893.

En 1896, elle part en tournée à l’étranger.
Le 12 novembre 1903, elle participe (avec Dranem, Anna Thibaud, Eugénie Fougère, Fragson, Mayol, et plusieurs autres chanteurs) à l'Eldorado à la matinée organisée en soutien à la veuve et des orphelins du chef d'orchestre Émile Galle.
On l'appelle alors « la Reine » ou « l'Étoile de la Scala ». Elle reçoit souvent des déclarations d'amour en tout genre comme celle d'un admirateur qui lui demande un jour de lui envoyer une litho pour qu'il la mette au pied de son lit.
Préférant choisir le travail plutôt que de mener une double vie de théâtre et de luxe comme certaines artistes de café-concert de l'époque, elle ne s'est jamais mariée, prétextant que la noce ne lui procure qu'amertume et dégoût alors que le travail la rend toujours heureuse.
Le succès en poupe, elle s'improvise comme directrice de tournée mais avoue plus tard avoir perdu, "à ce petit jeu" dit-elle, une soixante de milliers de francs.
Voyant arriver le déclin des cafés-concert, elle décide de ne plus chanter et se tourne alors complètement vers la comédie. Elle joue dans de nombreuses pièces de théâtre dont les principales sont : Miquette et sa Mère, Sapho, La Présidente, La Sacrifiée, Poil de Carotte, La Belle Aventure, Zaza, Le Maître de Forges, Le Flibustier, L'Arlésienne, La griffe, Le Secret de Polichinelle.

### Fin de carrière
En 1912, elle est engagée pour un an à Montréal (Canada) notamment dans l'opérette Mam'zelle Nitouche ou la pièce Le Roi au Théâtre des Nouveautés. À son retour, elle s'apprête à signer un contrat pour une longue tournée en France mais la Première Guerre mondiale éclate. Elle ne vit alors que sur ses économies.
N'ayant jamais cotisé pour sa retraite et ayant dépensé tout son argent gagné pendant ses années de gloire, elle quitte Paris pour s'installer seule dans un petit appartement qu'elle loue à Asnières-sur-Seine. Le 30 juillet 1927, Comoedia publie une lettre qu'elle envoie où, à bout, elle appelle à l'aide ses amis artistes. Elle reçoit en retour 1 320 francs. Elle remonte alors sur plusieurs scènes, notamment en avril 1928 au Concert Mayol. Dans son édition du 14 avril 1929, Paris-Midi annonce qu'elle est dans la misère et qu'elle est malade sous le titre Paula Brébion, ex-reine de la chanson attend du secours. Une semaine plus tard, L'Intransigeant titre Que va-t-on faire pour Paula Brébion ?. Elle fait quelques tournées deux ou trois mois par an mais ce n'est pas suffisant pour survivre. Elle demande même le chômage à la mairie de sa commune mais on lui refuse car les artistes n'y ont plus droit, contrairement à ceux résidant à Paris. À la suite de l'article paru à son sujet dans L'Intransigeant le 21 avril 1929, le conseil d'administration du Casino de Forges-les-Eaux, sous l'initiative de Pierre Juvenet, décide de donner le gala d'ouverture de l'établissement, prévu le 16 juin 1929, au bénéfice de la chanteuse.
Dans une lettre envoyée aux journaux le 6 janvier 1932, Yvette Guilbert qui s'inquiétait du sort de sa collègue artiste, écrit : « Paula Brebion, ancienne célébrité de la Scala, de l'Eldorado, acclamée également dans les cafés-concerts de Pétersbourg, de Vienne, de Turin, Milan, Florence, Naples, Madrid, Barcelone, du Caire, de Bruxelles, etc., etc.. à laquelle Léon Vasseur, le célèbre compositeur, offrit de créer l'opérette Mamz'lle Crénom, celle qui fut aux Folies-Dramatiques jouer et chanter La Reine de Golconde, et qui, imitant Judic et Jeanne Granier, devint comédienne après avoir été chanteuse, jouant la comédie jusques en Amérique [sic], au Canada pour revenir à Bruxelles sur toutes les scènes, à Lyon, Bordeaux, Toulouse, Marseille, où les rôles de la célèbre Desclauzas lui furent confiés, qui fit des tournées Baret jusqu'au moment où la guerre arrêta son travail et obligea l'artiste à manger ses économies, à vendre peu à peu ses bijoux, ses fourrures, ses meubles, Paula Brebion, aujourd'hui restée sans aucune ressource, doit avoir recours à la pitié publique à l'âge de 72 ans. »
Paula Brébion est finalement recueillie par Félix Mayol dans son Clos des Ameniers à Toulon, à la "Villa Fémina".

### Décès
Elle meurt le 21 juillet 1952 à l'hôpital civil de Toulon, rue Chalucet, à l'âge de 91 ans. Elle est inhumée au cimetière Lagoubran en terre commune, carré 2, tranchée 9, tombe no 60, dans une concession de 5 ans qui ne sera pas renouvelée. Ses restes ont ensuite été transférés à l'ossuaire.

## Carrière
- 1874 (31 décembre) : Bonsoir et bonne année, poème récité par Paula Brébion au Grand-Théâtre de Nantes[39].
- 1875 (février) : Genova au Grand-Théâtre de Nantes[40].
- 1883

La Bouillotte, chansonnette-diction, paroles d'Émile Carré, musique d'Albert Petit.
Il était temps, chanson, paroles d'Émile Joinneau et Horace Delattre, musique d'Émile Spencer.
- 1885 (avril) : elle joue, avec Louis Rouffe lors de la représentation donnée au bénéfice et pour les adieux de Mlle Duparc[43].
- 1886

avril : Le panier d'œufs, chansonnette, paroles de MM d'Arsay et Baron, musique d'Henri Cieutat.
septembre : Ça fait plaisir aux filles de Paul Burani, Philibert et Robert Planquette.
octobre : Recommençons si tu le veux et Papa trombone, chansonnette.
L'an dernier, rondeau, paroles de Gil, musique de Paul Fauchey.
hiver : opérette de Firmin Bernicat, paroles de Louis Péricaud.
- 1887

L'anniversaire d'une fauvette, chanson, paroles de Paul Provansal, musique d'Alfred Hack.
Le beurre fondu, narration, paroles de Alexandre Blacher, musique de Jules Deschaux.
Le capital de Lise, chanson créée à l'Eldorado, paroles d'Yvaneski, musique d'Émile Spencer.
- 1888

La cantinière du 113e, chanson, paroles de E. Brissac, musique de A. Perrey.
Ami, bonsoir !..., chanson, paroles de L. Christian et René de Saint-Prest, musique d'Albert Petit.
Après vendanges !, chansonnette, paroles de Gil, musique de Lucien Collin.
Les baisers du jour de l’an, chanson, paroles d'Émile Bessière et Félix Mortreuil, musique de François Perpignan.
Le carême de l’abbé Pinson, chansonnette, paroles de Lucien Delormel et Gaston Villemer, musique de Lucien Collin.
La porte du jardin à l'Eldorado.
L'accroc de mon voisin à l'Eldorado, paroles de Lucien Delormel et Gaston Villemer, musique de Frédéric Wachs.
L'amour sous un parapluie, chansonnette, paroles de Lucien Delormel, musique de Frédéric Wachs.
- 1888 (septembre)-1889 (février) : Pichenette, vaudeville de Paul Burani[49] à l'Eldorado à Paris[50].
- 1889

(mai-décembre) : Expérience de M. de Torcy et Mlle Lucia au milieu des lions du dompteur Star.
C' n'est rien !, chansonnette, paroles de Gil, musique de Frantz Liouville.
C'est la faute au p'tit vin d'Suresnes,chansonnette diction, paroles d'Albert Morias, musique de Jules Deschaux.
C'est pas fini !, chansonnette, paroles de Louis Marcel et Éloi Ouvrard, également compositeur de la partition.
La pêche au goujon à la Scala.
Changement de garnison à la Scala et à l'Eldorado.
Le plumet de Cupidon à l'Eldorado.
L'exercice à l'Eldorado.
- vers 1890

L'orpheline de Paris, romance, paroles de René Esse, musique de Gaston Maquis.
- 1890

C'est la pomme !, chansonnette, paroles d'Albert Semiane, musique de Félicien Vargues.
Je voudrais la lune à la Scala.
J'veux bien qu'on recommence à l'Eldorado.
- 1891

La dernière gavotte à l'Alcazar d'Été.
Sous les saules à l'Eldorado.
- 1892

avril (9) : concert avec Yvette Guilbert et Marguerite Deval.
septembre : Les treize jours d'un parisien, vaudeville-opérette de Benjamin Lebreton et Henry Moreau, musique d'Albert Petit, à la Scala (Paris) .
octobre-décembre : Nos voisins, comédie-bouffe de Benjamin Lebreton et Henry Moreau à la Scala (Paris).
Le départ des bleus à la Scala.
- 1893

janvier-février : Cambriolons de Louis Battaille et Julien Sermet à la Scala (Paris).
février-mars : Carnaval conjugal, folie carnavalesque à la Scala (Paris).
mars : Mévisto à la Scala (Paris).
Le petit Noël de papa à la Scala.
- 1895

Un oiseau dans un corset à l'Eldorado.
Il était trois petits soldats.
- 1897 : La Bobinette, chanson grivoise, paroles de Francisque Corbié[42].
- non daté mais après 1900 : La Petite Fanchette, chansonnette, paroles de Félix Mortreuil, musique de Gabriel Bunel[42].
- 1903 : Sous les pommiers à la Scala.
- 1904

J'ai croqué la pomme.
Monsieur le curé y a passé ! à la Scala.
- 1905

La Griffe, pièce dramatique de Jean Sartène au Bataclan.
Tête à l’huile, vaudeville de M. Lafargue.
Les petits fourneaux à la Scala.
Créatures d'amour au Petit Casino.
- 1906

Les deux pêches à l'Eldorado.
La journée des adieux.
Nos frontières.
- 1907

L'ordonnance du colonel ou Le briquet du colonel à la Scala.